# Standish (Maine)
Standish è un centro abitato (town) degli Stati Uniti d'America, situato nella Contea di Cumberland nello Stato del Maine. Nel censimento del 2010 la popolazione era di 9 874 abitanti.

## Geografia fisica
Secondo i rilevamenti dell'United States Census Bureau, Standish si estende su una superficie di 208,73 km², tutti occupati da terre.